# هونغ كونغ في الألعاب الأولمبية الصيفية 2016
نافست هونغ كونغ في دورة الألعاب الأولمبية الصيفية 2016 في ريو دي جانيرو، البرازيل، من 05-21 أغسطس 2016. وكان هذا الظهور السادس عشر للبلاد في دورة الألعاب الاولمبية الصيفية، منذ بدايتها باعتبارها مستعمرة بريطانية في عام 1952. هونغ كونغ لم تحضر دورة الألعاب الاولمبية الصيفية عام 1980 في موسكو بسبب الحرب السوفيتية في أفغانستان.